# Ya no puedo esperar
Ya no puedo esperar (título original Can't Hardly Wait) es una película estadounidense de comedia estrenada en el año 1998, dirigida por Deborah Kaplan y Harry Elfont. Está protagonizada por Ethan Embry, Jennifer Love Hewitt, Charlie Korsmo, Lauren Ambrose, Peter Facinelli y Seth Green. Esta película ocupó el número 44 en la lista de Entertainment Weekly de las 50 Mejores Películas sobre escuelas secundarias.

## Sinopsis
Los estudiantes esperan con ansias la noche de graduación en la preparatoria, el momento más esperado, todos están presentes con el fin de una gran diversión y una recarga hormonal, la cual se pone fuera de control, entre los estudiantes.
Preston Miers, ha encontrado en la fiesta de graduación la oportunidad perfecta para declararle su amor a Amanda Beckett, la reina de la generación, de quien ha estado enamorado toda la secundaria. Las divertidas historias y estrafalarias vivencias que pasan cada uno de los protagonistas en el recorrido de la fiesta, les harán dar cuenta que ésta, ha transformado su vida hacia el futuro, por completo.
"Ya no puedo esperar" es una tierna y divertida comedia sobre los sueños y anhelos que se consiguen con la nostálgica salida del colegio. La libertad de romper con todo y las travesuras y locuras, que esto desencadena.

## Argumento
Es el día de graduación en el instituto de Huntington Hills. Durante la ceremonia, el aspirante a escritor Preston Miers (Ethan Embry) escucha el rumor que Amanda Becket (Jennifer Love Hewitt), la chica más bella y popular de la escuela, ha roto su relación con el petulante y guapísimo estrella de fútbol Mike Dexter (Peter Facinelli). Preston ha estado enamorado de Amanda desde la primera vez que la vio y ante la ruptura, lo ve como una señal del destino para declararle su amor antes que parta a Boston a estudiar literatura. Su única oportunidad entonces será esa misma noche en la gran fiesta que ha organizado una de las estudiantes de la clase, fiesta a la que asistirá Amanda por lo cual convence a su amargada y perspicaz amiga Denisse (Lauren Ambrose) para que lo acompañe.
Entre tanto, se desarrollan las historias particulares de los demás estudiantes de la clase: Mike Dexter intenta convencer a sus amigos de asistir a la fiesta para que abandonen a sus novias tal como él lo hizo con Amanda, ya que en vísperas de comenzar la vida universitaria disfrutarán más de las chicas de universidad si están solteros. A su vez, el nerd de la clase William Letcher (Charlie Korsmo),  planea asistir a la fiesta para fraguar un plan de venganza con dos amigos más en contra de Mike, luego de que este lo haya humillado toda la secundaria. William planea conseguir que Mike vaya hasta la casa de la piscina donde estarán escondidos sus cómplices, estos se les echarán encima a Mike y a uno de sus secuaces para doparlos con una sustancia hasta que caigan desmayados y así tomarles fotos en una situación comprometedora que lo deje en ridículo. Y finalmente, Kenny Fisher (Seth Green) planea ir a la fiesta para perder la virginidad con alguna de las chicas de la clase que tiene en lista.
Todos llegan a la fiesta y Preston trata por todos los medios de acercarse a Amanda pero se desilusiona cuando por un malentendido cree sorprenderla besándose con otro chico. Preston entonces se marcha y tira la carta que tenía pensado entregarle a la basura pero tras diversas circunstancias la carta termina llegando a manos de Amanda quien, desconociendo la identidad de la persona que le escribió, se decide a buscarlo obteniendo erráticas descripciones del sujeto. En su afán por llevar a cabo su objetivo, Kenny accidentalmente queda encerrado en el baño de la alcoba principal junto a Denisse quien entra por error. Kenny se comporta como si Denisse fuera una extraña pero ella le recuerda que ambos fueron grandes amigos en la escuela primaria hasta que por dificultades económicas de Denisse, Kenny le dejó de hablar. Ambos hacen las pases y mientras esperan que alguien los saque del baño comienzan a volver a llevarse bien y terminan teniendo sexo.
William se va descuidando a lo largo de la noche y toma demás convirtiéndose repentinamente en el chico más popular y codiciado tras cantar improvisadamente con la banda de rock de la fiesta. Entre tanto, los amigos de Mike lo defraudan al no querer romper con sus novias al estas insinuarles que tendrán sexo una vez pase la fiesta y Mike comienza a beber descontroladamente. Así, se topa con Trip McNeil (Jerry O'Conell), una antigua leyenda del fútbol de la escuela quien le hace ver que apenas ingrese a la universidad él dejará de ser especial, además de explicarle que las chicas de la universidad no son como él las imagina. Entonces, Mike arrepentido y alcoholizado busca a Amanda para que regresen, pero esta se niega humillándolo en frente de todos. Mike sigue bebiendo y distraídamente lo hace con William de quien se vuelve amigo. 
Mientras Preston está en un parque cuestionándose sobre el supuesto “destino” que finalmente lo uniría a Amanda, un incidente lo lleva a hablar con una estríper (Jenna Elfman) quien le explica a través de una experiencia personal que el destino efectivamente sí existe pero siempre llega hasta un punto, el resto depende de uno y así Preston decide regresar a la fiesta para hablar con Amanda. 
Amanda está a punto de marcharse hastiada de recibir insinuaciones morbosas de varios chicos durante la fiesta cuando Preston la llama desde lejos expresándole que la ama. Amanda no le permite hablar y le pide que la deje en paz pensando que le va a hacer peticiones irrespetuosas como los demás.  Al dirigirse a la salida, Amanda es interceptada por una porrista quien le pide firmar su anuario. Al ver las fotos cae en cuenta que a quien le gritó era Preston, pero cuando lo busca este ya se ha marchado.
Notando que la fiesta se ha salido de control, la dueña de la casa llama a la policía quienes llegan al lugar mientras los asistentes huyen despavoridos. En el baño quedan Denisse y Kenny, pero por un comentario de Kenny que ofende a Denisse, esta se marcha colérica. Kenny la sigue y le ofrece una disculpa para terminar dándose un beso en mitad de la calle. 
Para William el plan se vuelve en su contra cuando huyendo de la policía van hacia el jardín y sus cómplices, creyendo que se trata de Mike y su amigo, los desmayan y les sacan las fotos. Al darse cuenta de su error, estos huyen de la escena antes que la policías los atrapen encontrándose estos con William y Mike inconscientes. 
Al siguiente día, William sale de la cárcel cuando sus padres lo van a buscar mientras Mike ya ha salido. William va a una cafetería donde se encuentran varios de los alumnos de la fiesta, entre ellos Mike quien está pasando la resaca con sus amigos. William lo saluda animado, pero cuando intenta sentarse es rechazado y ridiculizado por Mike quien ha vuelto a ser el mismo de antes. William se marcha decepcionado y se cuenta en off que se convirtió en un exitoso ingeniero de sistemas creando una importante compañía de software mientras Mike perdió la beca por su adicción al alcohol y acabó trabajando en un lavadero de autos.
Entre tanto, Preston se despide de Denisse para marcharse a Boston antes que esta se encuentre con Kenny en la cafetería a quien pretende cortar. En off se cuenta que Kenny y Denisse terminaron durante cinco minutos pero después hallaron un baño y se reconciliaron. 
Preston está a punto de partir a Boston cuando es interceptado por Amanda quien lo ha ido a buscar a la estación de tren. Preston le cuenta que se irá y se despiden cordialmente, sin embargo Preston cambia abruptamente de idea y alcanza a Amanda hasta la salida donde finalmente se besan. 
En off se cuenta que ambos mantuvieron una relación a distancia el tiempo que Preston estuvo lejos y que siguieron juntos.